# Uibaí
Uibaí est une municipalité brésilienne de l'État de Bahia et la Microrégion d'Irecê.